# ZTE FC
Zalaegerszegi Torna Egylet Football Club, ou ZTE FC, é um clube de futebol húngaro fundado em 1920 com sede em Zalaegerszeg.

## Títulos
- Campeonato Húngaro:

(2002).
- Copa da Hungria:

(2010,2023).